# 트래비스 파인

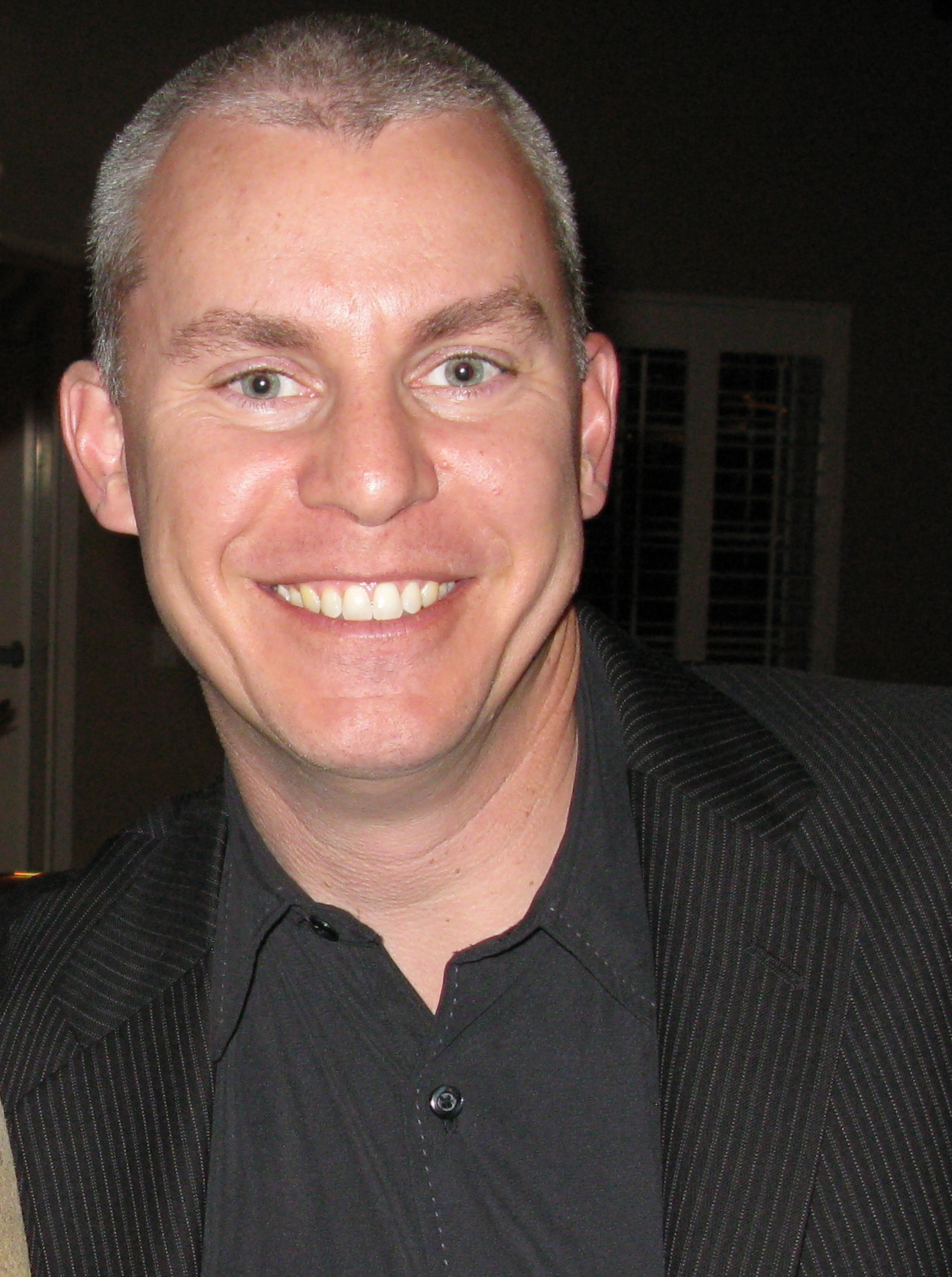

트래비스 파인(Travis Fine, 1968년 6월 26일 ~ )은 미국의 배우, 작가, 영화 감독, 텔레비전 배우, 영화배우이다.
애틀랜타에서 태어났다.

## 영화
- 초콜렛 도넛 (2012년)
- 스페이스 비트윈 (2010년)
- 톰캣 (2001년)
- 처음 만나는 자유 (1999년)
- 씬 레드 라인 (1998년) - Private 웰드 역
- 내 사랑 안토니아 (1995년)
- 닥터 퀸 (1993년)
- 사탄의 인형 3 (1991년)
- 평원의 추적자 (1989년)
- 사선을 넘어 - TV 시리즈 (1989년)